# Lupinus perennis
Il lupino perenne (Lupinus perennis L.) è una pianta della famiglia delle Fabacee, diffusa sul versante nord-orientale del Nord America.

## Distribuzione e habitat
La specie è presente in Canada (Ontario) e negli Stati Uniti d'America (Alabama, Carolina del Nord, Connecticut, Dakota del Nord, Florida, Georgia, Illinois, Indiana, Iowa, Kentucky, Maryland, Massachusetts, Michigan, Minnesota, Mississippi, New York, Pennsylvania, Rhode Island, Vermont, Virginia, Virginia Occidentale, Wisconsin).
Comune soprattutto nei climi sub-artici, è considerata ottimale per il recupero e l'azotazione di terreni infertili e sabbiosi.